# Calle del Príncipe

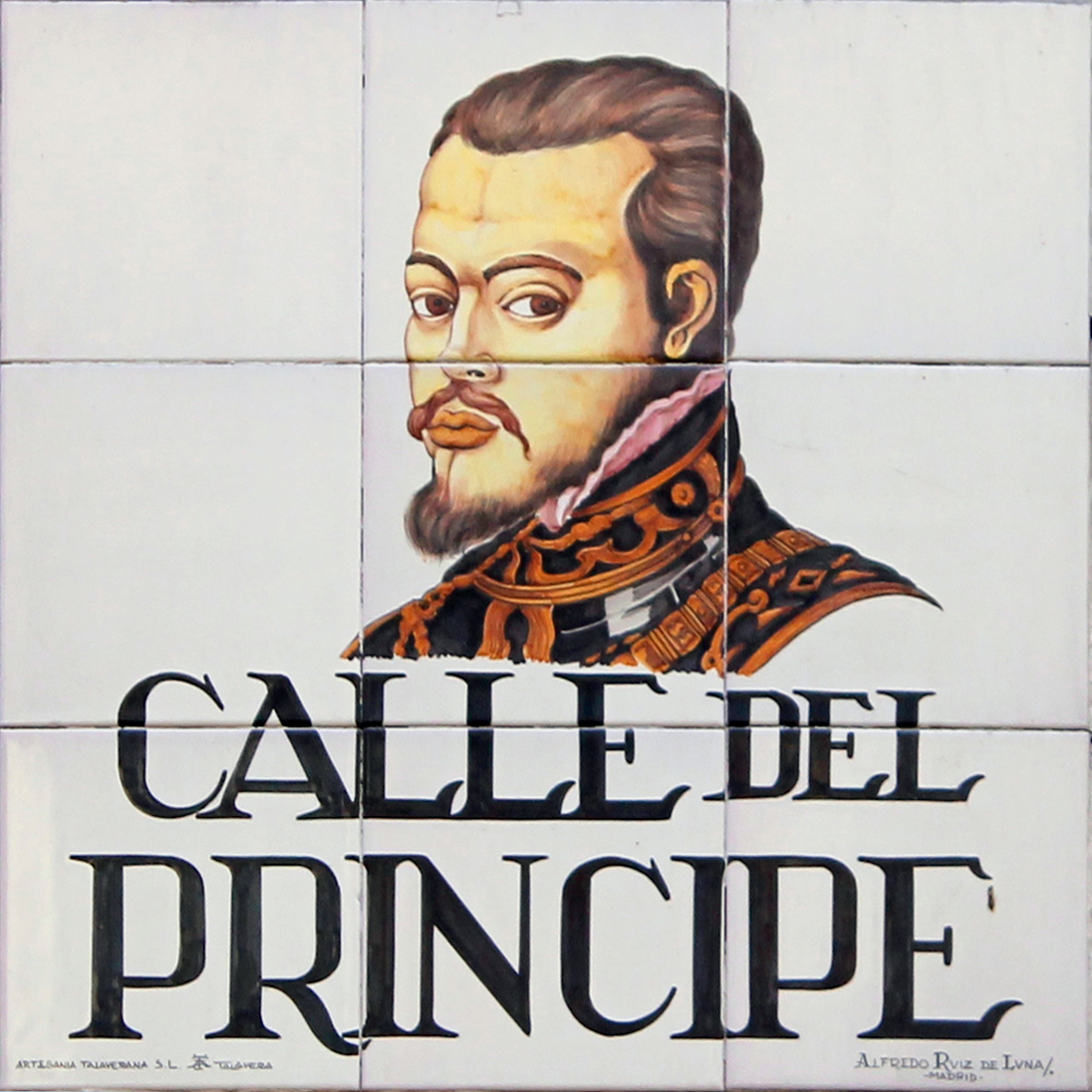
Calle del Príncipe (Madrid). Callejero de azulejos del ceramista Ruiz de Luna.

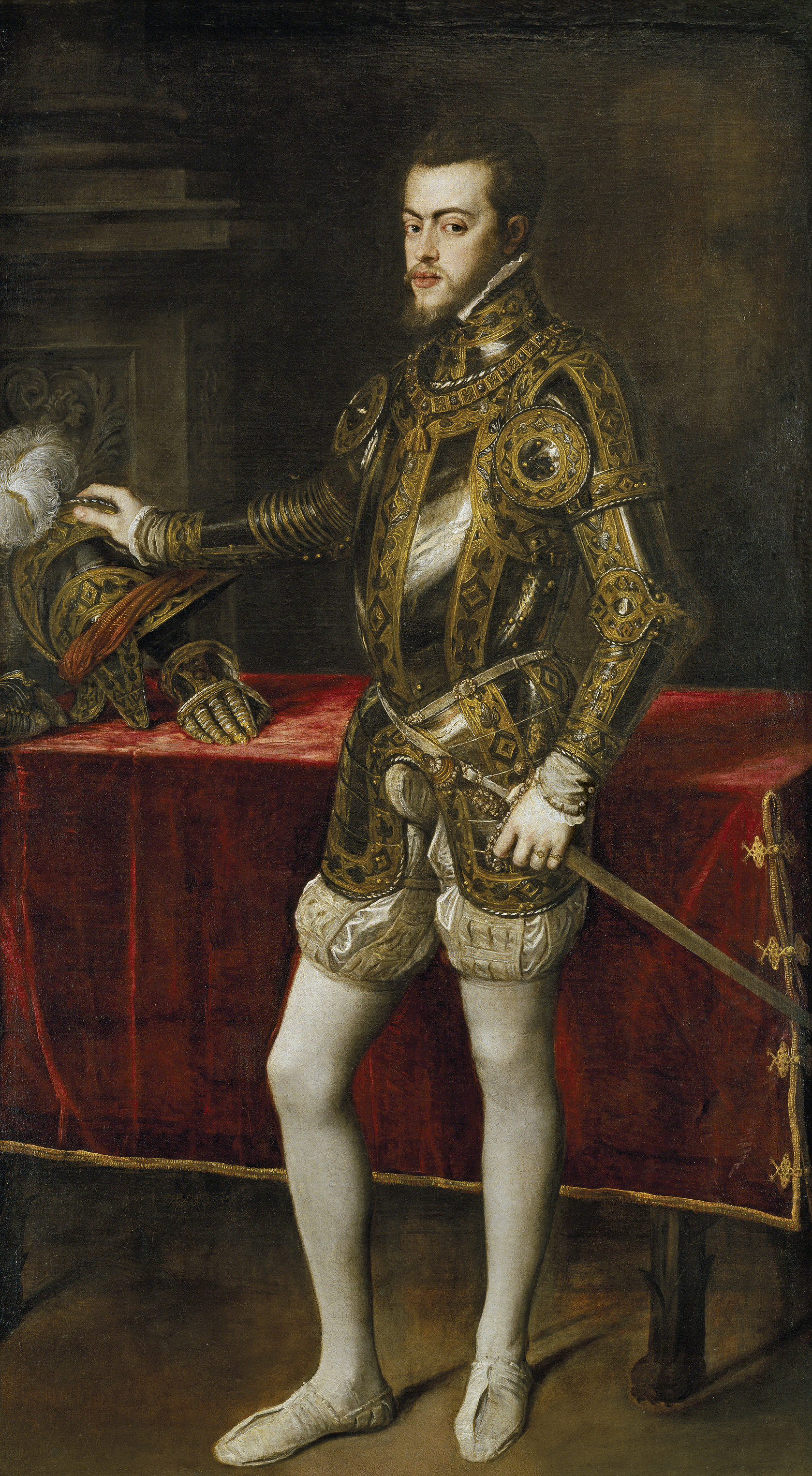
Felipe, príncipe de Asturias, con 24 años, por el pintor veneciano Tiziano. Museo del Prado (Madrid).

La calle del Príncipe es una calle de Madrid (en el denominado Madrid de los Austrias) y dentro del Barrio de las Letras. Corre desde la plaza de Canalejas hasta la calle de las Huertas, donde se abre a la plaza de Santa Ana. Tiene una larga tradición literaria y teatral; en ella se abrieron los primeros corrales de comedias de Madrid y en el inicio del siglo XXI funciona todavía el Teatro Español, antiguo Teatro del Príncipe. Uno de sus varios cafés, el del Príncipe, albergó la tertulia decimonónica del Parnasillo, reunión de escritores románticos. Medio siglo después, en el café del Gato Negro se reunió la tertulia del Premio Nobel de Literatura Jacinto Benavente, y en uno de sus inmuebles tuvo su segunda sede el casino del Príncipe. En el número 11 de la calle tuvo su estudio el fotógrafo danés Christian Franzen.

## Historia

### Localización e identificación
En el plano del Madrid de Felipe IV, terminado en 1656 por el cartógrafo portugués Pedro Teixeira ya aparece la calle del Príncipe con este mismo nombre; así también en el de Espinosa. Aunque ello no resuelve la certeza de a qué "príncipe" hace referencia o en honor de quién se le puso ese nombre a la calle, todo parece indicar que, como expuso Mesonero Romanos, se refiere Felipe II, con ocasión de su elección como Príncipe de Asturias en San Jerónimo el Real en 1528, año en el que el cronista madrileño sitúa la creación de esta calle. Sea como fuere, la imagen que figura en la placa de azulejos que adorna las esquinas de la calle, es la copia del ceramista Alfredo Ruiz de Luna González de uno de los retratos que de Felipe II pintó Tiziano en 1551.

### Una leyenda
La leyenda de la bella Prudencia Grilo, vecina de esta calle en una casona contigua al Corral de comedias del Príncipe, se remonta al año de 1588, reinando y viviendo en Madrid Felipe II. Esta dama, enamorada de un alférez del rey, no pudo celebrar su boda con él, pues fue inoportunamente llamado para embarcarse en la Armada Invencible. En la desgarradora despedida, él le juró a ella amor eterno y que si moría en la batalla sería la primera en saberlo. Poco después, una mano fantasmal e invisible abrió la gaveta del dormitorio de Prudencia y corrió luego las cortinas. Efectivamente, a las pocas semanas se confirmó la catástrofe naval.
Como suelen concluir estas leyendas (lo que hace sospechar mucho del estamento de sus creadores), Prudencia fundó una comunidad religiosa de Agustinas Recoletas en el convento de la Visitación de Nuestra Señora, conocido como el de las Salesas Reales.

### Corrales y teatros

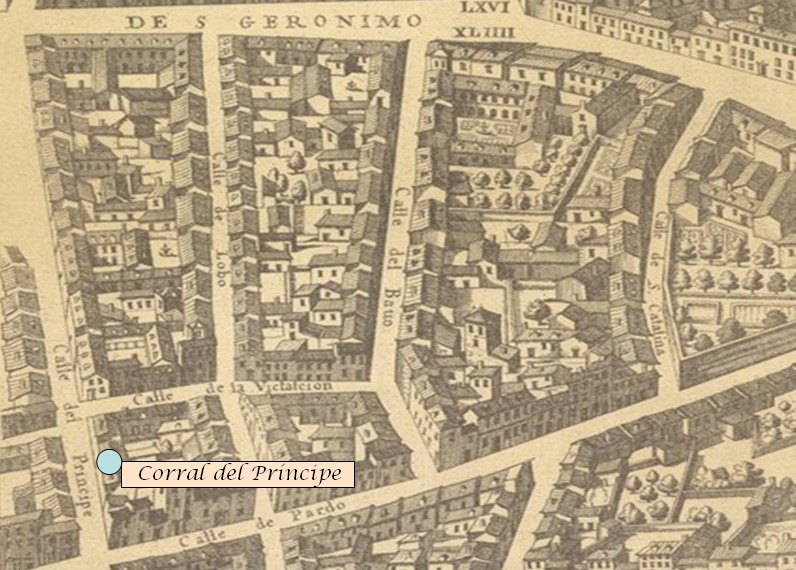
Ubicación aproximada del corral de comedias del Príncipe, en la calle de su nombre y contiguo al viejo corral de la Pacheca, en el plano de Pedro Texeira, hacia 1656.

Una concesión de Felipe II, ya rey, permitió que en 1582, la Cofradía de la Pasión adquiriese en la calle del Príncipe el espacio en el que actualmente se sitúa el teatro Español. El 21 de septiembre del año siguiente, sin terminar las obras, quedó inaugurado el corral de comedias poniendo en escena unos entremeses del cómico y dramaturgo Lope de Rueda. La estructura original cambió en 1735, año en que el arquitecto Juan Bautista Sachetti y un prometedor Ventura Rodríguez, iniciaron las obras de lo que diez años después sería el nuevo Teatro del Príncipe, recinto cubierto en su totalidad, en el que además de teatro al uso, se ofrecían espectáculos de magia, animales y sombras chinescas.

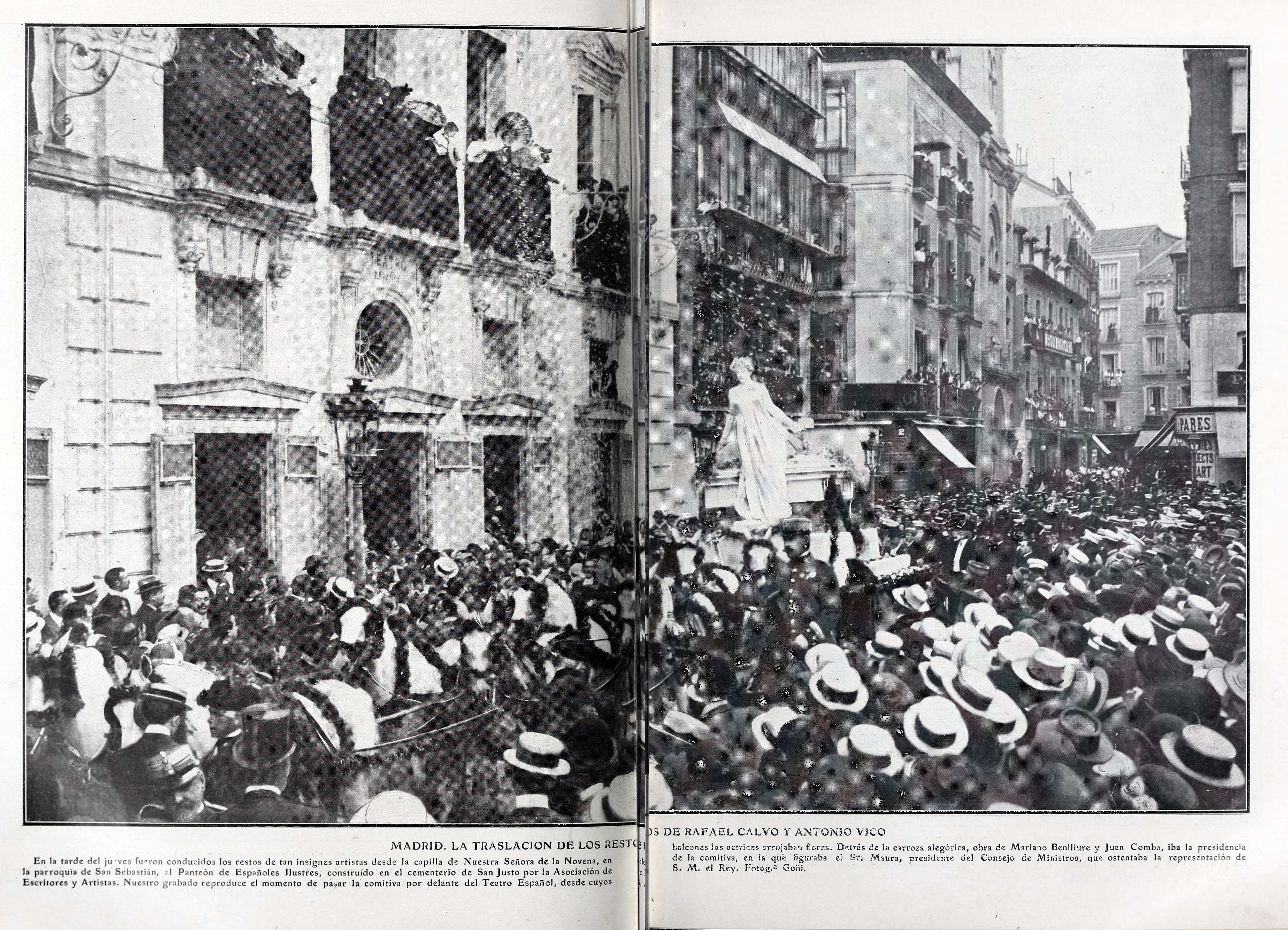
La calle del Príncipe y el Teatro Español en junio de 1907, durante el traslado de los restos de los actores Rafael Calvo y Antonio Vico al Panteón de Hombres Ilustres en la Sacramental de San Justo.

Más tarde, ya en 1849, el teatro del Príncipe se convirtió en el actual Teatro Español, el único teatro de Madrid instalado en un antiguo corral de comedias frente a las tapias del huerto de un convento de monjas, convertido luego en la plaza de Santa Ana.
Otro teatro de alcurnia de la calle del Príncipe, es el Teatro de la Comedia, a la altura de su número 14, que nació y creció con las zarzuelas de Ruperto Chapí. De la larga historia profesional de este coliseo pueden rescatarse acontecimientos de muy distinto signo y hasta opuesto sino: en su escenario pronunció José Antonio Primo de Rivera el «Discurso de fundación de Falange Española» un 29 de octubre de 1933; y en el mismo escenario se presentó en 1970, el espectáculo Castañuela 70 con éxito de crítica y público inesperados, y que tras reiteradas amenazas y el asalto final de varios grupos de 'reventadores' de la extrema derecha disfrazados de agitadores izquierdistas, fue prohibida «por alteración del orden público» el 28 de septiembre de 1970. Más avanzada la década, y consumada la Transición, la dirección del teatro alternó todo tipo de géneros, llegando a presentar el estreno de la versión española del musical Cabaret. En octubre de 2015, después de 13 años cerrado por las obras de rehabilitación, volvió a abrirse con la representación de El alcalde de Zalamea, dentro de los ciclos de la Compañía Nacional de Teatro Clásico.

### Tertulias

#### Los románticos delParnasillo
En el antiguo café del Príncipe, en los bajos de la "casa de Contaduría" del Teatro del Príncipe, se reunió a partir del segundo cuarto del siglo XIX la tertulia romántica del Parnasillo, donde se fraguó la reforma del teatro y la literatura del más rancio clasicismo en favor de las inquietudes de la "Partida del Trueno", es decir: Espronceda, Ventura de la Vega, Mariano José de Larra, Ramón Mesonero Romanos, Juan Eugenio Hartzenbusch, Zorrilla y el pintor Antonio María Esquivel, entre otros renombrados artistas, oradores, periodistas y un enjambre de autores noveles y actores en busca de reconocimiento y gloria.

#### El Gato Negro y la Cervecería Escocesa
Si Espronceda fue líder en el "Parnasillo" del café del Príncipe, en la misma calle, y junto al teatro del mismo nombre, lideró tertulia de aire modernista el dramaturgo Jacinto Benavente. El espacio lo puso el café del Gato Negro, donde acompañaban a Benavente los Hermanos Quintero, Carlos Arniches, Pedro Muñoz Seca, Manuel Bueno, Pedro Pérez Fernández o el Cronista de la Villa de Madrid Francisco Serrano Anguita, en suma: la "flor y nata" del sainete y el teatro popular de la capital española. También podían aparecer por el "Gato", las barbas de chivo de Valle-Inclán en compañía de un macilento Julio Romero de Torres; sin embargo era casi imposible que compareciese Ramón Gómez de la Serna, líder de otra gran tertulia casi contemporánea y casi modernista, la del café Pombo. A la del "Gato", además de los autores y 'al olor de la sardina', acudían los actores y las actrices, entre una larga lista: Rosario Pino, Mercedes Pérez de Vargas, Nieves Suárez, Conchita Ruiz, Irene Alba, María Mayor, entre las divas, y José Tallaví, Valeriano León, Juan Bonafé, Ernesto Vilches, Javier Mendiguchía o Pedro Zorrilla entre los caballeros. El Gato Negro, abierto por el empresario Tirso García-Escudero, desapareció en 1956.
Local contemporáneo del Gato Negro fue la Cervecería Escocesa, en el número 26. En ella tuvo su segundo cuartel general el Bilis Club, y en ella celebraron sus acólitos el homenaje a Benito Pérez Galdós, convocado en 1883 por Armando Palacio Valdés y realizado en marzo de 1884, secundado por personalidades literarias y políticas del momento, como Echegaray y Campoamor, Castelar y Cánovas.

#### Las Cuevas de Sésamo
A partir de 1952, se recuperó el espíritu de tertulia en la calle del Príncipe con la creación de los premios literarios "Sésamo", que se fallaban cada año en la cripta de las "Cuevas de Sésamo", en el número 7, impulsados por su empresario, Tomás Cruz, un antiguo aviador republicano. Escritores como Antonio Ferres, Fernando Quiñones, Luis Goytisolo, Isaac Montero, Juan Marsé o Alfonso Grosso se dieron a conocer a raíz de la obtención del Sésamo.
Cerraron en 2023, y desde entonces el local tiene un futuro incierto, como todo el barrio.

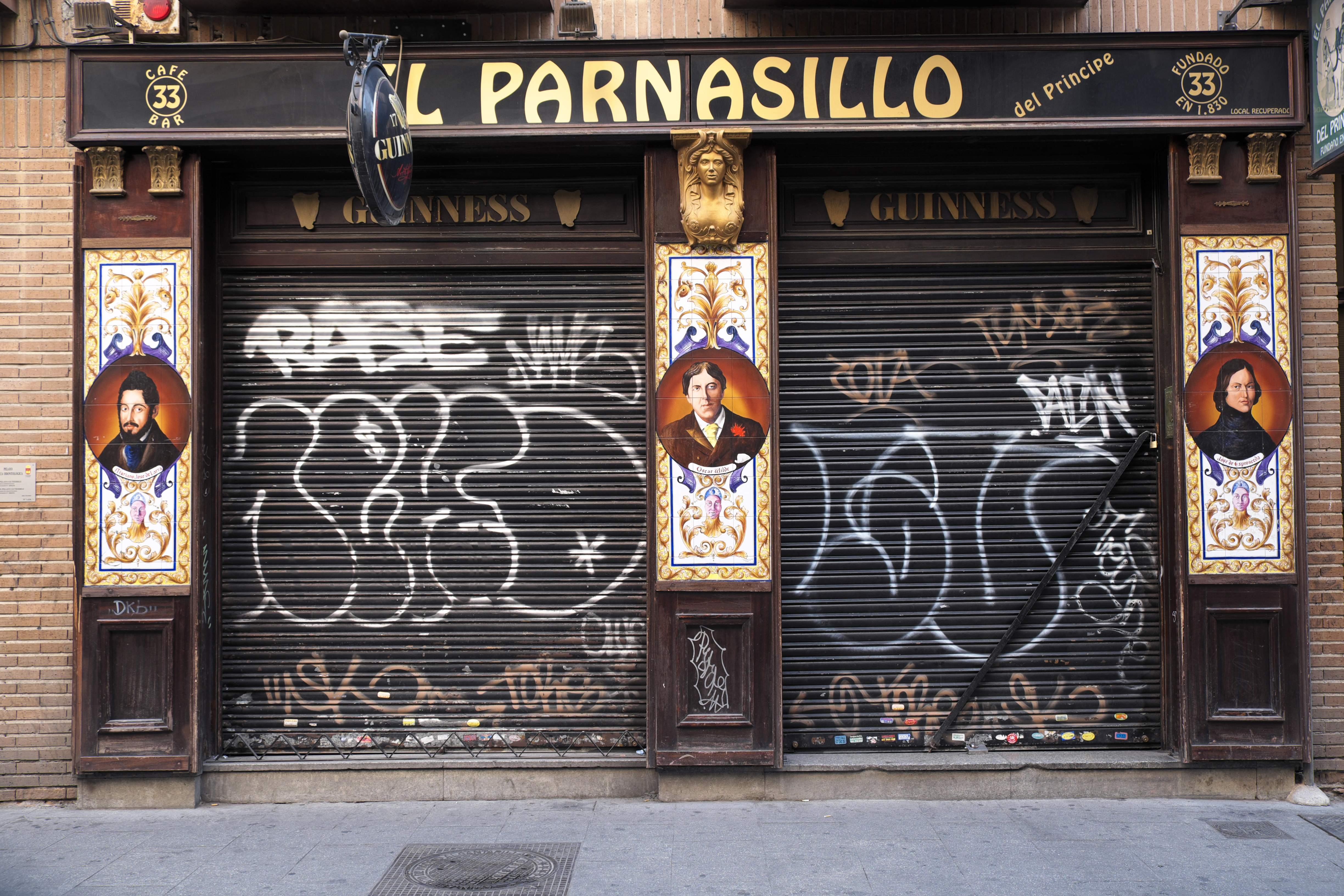
El "nuevo" Parnasillo, en el número 33 de la calle de Príncipe. Como homenaje al café original aparecen en su fachada medallones con los retratos de Mariano José de Larra, Oscar Wilde y José de Espronceda.

El capítulo legendario de estas 'cuevas' tuvo —como otros protagonistas de su anecdotario— a un Jean Cocteau del brazo con Luis Miguel Dominguín; a Hemingway firmando un ejemplar de El viejo y el mar a Tomás Cruz; a Juliette Gréco cantando, y al "cuerpo" de Ava Gardner asomándose alguna noche por allí. E incluso al entonces príncipe Juan Carlos, que bajó en cierta ocasión, según aseguran los viejos "sesamistas".
En las Cuevas se han rodado escenas de varias películas españolas, como El pisito (Marco Ferreri, 1959), Bombas para la paz (Antonio Román, 1959), El juego de la oca (Manuel Summers, 1966) y Jaque a la dama (Francisco Rodríguez Fernández, 1978).
Ya a finales del siglo XX (y sin vocación de tertulia conocida), se abrió en el número 33 de esta calle un nuevo local con el título de El Parnasillo y tondos en la portada dedicados a Larra, Espronceda... y Oscar Wilde, para desorientar al paseante.

### El Casino del Príncipe
Fundada en 1836, la que llegaría a ser Institución del Casino de Madrid, tuvo su segunda residencia en el número 12 (en otras guías nº28) de la calle del Príncipe, entre 1840 y 1848, en local propio y vecino al inmueble en el que en 1875 se abriría el Teatro de la Comedia. 
Antes, en sus días de formación, los fundadores del incipiente casino, con el general Fernando Fernández de Córdoba a la cabeza, se habían instalado en el piso principal del modesto café del Sólito, en la vecina calle de la Visitación. 
El club social compuesto por empresarios, militares, políticos, banqueros, aristócratas y escritores, se trasladó de nuevo en 1848 al palacio del Marqués de Santiago en la carrera de San Jerónimo.

### Imprentas libreros y editores
Mediado el siglo xix tuvo en el número 4 de esta calle instalada su imprenta el librero catalán Gaspar Roig, entre cuyas populares ediciones podrían citarse las series dedicadas a Los españoles pintados por sí mismos (y sus secuelas) o el Diccionario Enciclopédico Gaspar y Roig dentro de la Biblioteca ilustrada de Gaspar y Roig.
También estuvo en el nº 11 –como Libería Extranjera– el primer local de la librería y editorial de Charles Bailly-Baillière, sucursal de la homónima parisina, inaugurado en 1848 (y que luego pasó a la calle de Arango, en Chamberí y más tarde a la plaza de Santa Ana.